# Brunswick (North Carolina)
Brunswick ist eine Town im Columbus County im US-Bundesstaat North Carolina. Die Stadt hatte bei der letzten Volkszählung im Jahr 2000 insgesamt 360 Einwohner.

## Geographie
Die Stadt liegt zentral im Columbus County und grenzt direkt südlich an die Stadt Whiteville. Der Flughafen Columbus County Municipal Airport befindet sich nur etwa einen Kilometer südlich der Stadt. Brunswick hat eine Fläche von 1,1 km², alles Land.

## Demographische Daten
Nach der Volkszählung des United States Census Bureau von 2000 gab es in der Stadt 360 Einwohner in 144 Haushalten, darunter 101 Familien. Die Bevölkerungsdichte lag bei 331 Personen pro km². Ethnisch betrachtet waren unter der Bevölkerung 55 % Afroamerikaner, 42 % Weiße und 3 % amerikanische Ureinwohner.
Von den 144 Haushalten hatten 27 % Kinder unter 18 Jahren, die im Haushalt lebten. 40 % waren verheiratete, zusammenlebende Paare. 26 % waren allein erziehende Mütter, 29 % waren keine Familien. 26 % aller Haushalte waren Single-Haushalte und in 10 % lebten Menschen älter als 65 Jahre. Die Durchschnittshaushaltsgröße betrug 2,50 und die durchschnittliche Familiengröße war 3,02 Personen.
24 % der Bevölkerung waren unter 18 Jahre alt, 11 % zwischen 18 und 24, 22 % zwischen 25 und 44, 24 % zwischen 45 und 64 und 20 % waren 65 Jahre alt oder älter. Das Durchschnittsalter betrug 40 Jahre. Auf 100 weibliche Personen aller Altersgruppen kamen 73 männliche Personen. Auf 100 Frauen im Alter von 18 Jahren und darüber kamen 73 Männer.
Das jährliche Durchschnittseinkommen eines Haushalts betrug 15.795 US-$, das Durchschnittseinkommen einer Familie belief sich auf 22.361 $. Männer hatten ein durchschnittliches Einkommen von 22.361 $, Frauen 20.625 $. Das Prokopfeinkommen betrug 10.288 $. 42 % der Bevölkerung und 37 % der Familien leben unterhalb der Armutsgrenze, darin enthalten 72 % der Kinder oder Jugendliche die jünger als 18 Jahre und 31 % der Menschen die älter als 65 sind.